# Ropalidia spatulata
Ropalidia spatulata är en getingart som beskrevs av Vecht 1962. Ropalidia spatulata ingår i släktet Ropalidia och familjen getingar. Inga underarter finns listade i Catalogue of Life.